# Sven Rosén
Sven Axel Arigo Rosén (Stockholm, 1887. március 10. – Danderyd, 1963. június 22.) kétszeres olimpiai bajnok svéd tornász.
Részt vett az 1908. évi nyári olimpiai játékokon, egy torna versenyszámban, a csapat összetettben és a svéd válogatottal aranyérmes lett.
Az 1912. évi nyári olimpiai játékokon ismét indult, mint tornász, és a svéd rendszerű csapat összetettben aranyérmes lett.
Klubcsapata a Stockholms GF volt.